# ふうかし
ふうかしは千葉県の郷土料理。アサリの味噌汁である。
富津市から船橋市にかけての東京湾沿岸地域で食されている。
現在の船橋市は、江戸時代には宿場町として栄え、農業や漁業も盛んに行われていた。船橋浦で獲れた魚介類は江戸の将軍家に献上されることもあり、特にアサリは、豊富に獲れて、身も大きく、味も良かった。冷蔵技術が無かった当時、獲れたアサリは蒸かしてから輸送された。その時の蒸かし汁に、当時は高価だった味噌を少量加え、漁師たちの賄い料理として食べられたものが、ふうかしの始まりとされる。
船橋市立湊町小学校では、潮干狩りとふうかしを食する学校行事を実施している。